# Pseudogriphoneura bivittata
Pseudogriphoneura bivittata är en tvåvingeart som beskrevs av Charles Howard Curran 1928. Pseudogriphoneura bivittata ingår i släktet Pseudogriphoneura och familjen lövflugor. Inga underarter finns listade i Catalogue of Life.